# Neoseiulus uliginosus
Neoseiulus uliginosus är en spindeldjursart som först beskrevs av Wolfgang Karg 1976.  Neoseiulus uliginosus ingår i släktet Neoseiulus och familjen Phytoseiidae. Inga underarter finns listade i Catalogue of Life.